# Эйген, Манфред
Ма́нфред Э́йген (нем. Manfred Eigen; 9 мая 1927, Бохум — 6 февраля 2019) — немецкий физикохимик, лауреат Нобелевской премии по химии (1967; совместно с Рональдом Норришем и Джорджем Портером).

## Биография
Окончил Гёттингенский университет (1951) с докторской степенью. Работал в Институте физической химии Общества Макса Планка (директор с 1964). В 1982—1993 гг. президент Studienstiftung. Подписал «Предупреждение человечеству» (1992).
Член Гёттингенской академии наук (1964), Леопольдины (1964), Папской академии наук (1981), Европейской академии (1989), членкор Баварской АН (1972), иностранный член Национальной академии наук США (1966), Лондонского королевского общества (1973), Академии наук СССР (1976; с 1991 — Российской академии наук), Французской академии наук (1978), иностранный почётный член Американской академии искусств и наук (1964). Почётный член Рурского университета (2001).

## Основные работы
Основные труды посвящены разработке методов исследования кинетики химических реакций. Предложил релаксационные методы исследования сверхбыстрых химических реакций, заключающиеся в импульсном (однократном или периодическом) смещении химического равновесия системы воздействием на неё температуры, давления, электрического поля и других факторов с последующим наблюдением за релаксацией системы в новое равновесное состояние. Этими методами Эйген (с сотрудниками) изучил, например, кинетику реакций ионов водорода и гидроксила с кислотно-основными индикаторами в водном растворе, кинетику ассоциации карбоновых кислот.
Эйген известен как автор теории гиперциклов, предлагающей объяснение того, как самовоспроизводящиеся макромолекулы объединяются в замкнутые автокаталитические химические циклы.

## Награды и премии
- Премия Отто Гана по химии и физике (1962)
- John Gamble Kirkwood Award (1963)
- Harrison Howe Award (1965)
- Премия Парацельса[нем.] (1967)
- Carus-Medaille[нем.] Леопольдины (1967)
- Премия Лайнуса Полинга (1967)
- Нобелевская премия по химии (1967, совместно с Рональдом Норришем и Джорджем Портером)
- Австрийский почётный знак «За науку и искусство» (1976)
- Фарадеевская лекция (1977)
- Niedersächsischer Staatspreis[нем.] (1980)
- Премия Пауля Эрлиха и Людвига Дармштадтера[англ.] (1992)
- Медаль Гельмгольца Берлинско-Бранденбургской АН (1994)
- Премия Макса Планка (1994)
- Медаль Рудольфа Дизеля[нем.] (1998)
- Lifetime Achievement Award, Institute of Human Virology[англ.] (2005)
- Золотая медаль Гёте[нем.] (2007)
- Медаль Вильгельма Экснера (2011)